# José Pascual Alba Seva
José Pascual 'Pascu' Alba Seva (Santa Pola, 2 april 2000) is een Spaanse voetballer die als middenvelder voor Almere City FC speelt.
Pascu werd geboren in Santa Pola, een plaatsje ten zuiden van Alicante. In deze stad zette hij bij Lacross Babel CF zijn eerste stappen in het voetbal. Op 13-jarige leeftijd werd de middenvelder gehaald door Valencia, waar hij in totaal zeven jaar doorbracht. Als speler van Valencia Onder 19 speelde hij acht wedstrijden in de UEFA Youth League. In deze periode kwam Pascu ook tot vier interlands voor Spanje Onder 18 en werd hij ook opgeroepen voor Spanje Onder 19.

## Carrière
Pascu speelde in de jeugd van Lacross Babel CF en Valencia CF. Op 2 september 2018 debuteerde hij voor het tweede elftal van Valencia, Mestalla, in de met 1-0 verloren uitwedstrijd tegen CD Teruel in de Segunda División B. Na twee seizoenen in het tweede elftal van Valencia vertrok hij transfervrij naar ADO Den Haag, waar hij een contract voor een jaar tekende. Hij debuteerde voor ADO op 27 september 2020, in de met 4-2 verloren uitwedstrijd tegen Feyenoord. In juli 2021 tekent hij bij FC Dordrecht waar hij 37 wedstrijden speelde.
Op 25 juni 2022 tekende hij een contract voor twee seizoenen bij Almere City FC. Op 12 augustus 2022 scoorde hij bij zijn debuut in de thuiswedstrijd tegen Top Oss.

### Statistieken
| Seizoen                       | Club                 | Land           | Competitie         | Competitie | Competitie | Beker | Beker | Totaal | Totaal |
| Seizoen                       | Club                 | Land           | Competitie         | Wed.       | Dlp.       | Wed.  | Dlp.  | Wed.   | Dlp.   |
| ----------------------------- | -------------------- | -------------- | ------------------ | ---------- | ---------- | ----- | ----- | ------ | ------ |
| 2016/17                       | Valencia CF Mestalla | Spanje         | Segunda División B | 0          | 0          | –     | –     | 0      | 0      |
| 2017/18                       | Valencia CF Mestalla | Spanje         | Segunda División B | 0          | 0          | –     | –     | 0      | 0      |
| 2018/19                       | Valencia CF Mestalla | Spanje         | Segunda División B | 29         | 1          | –     | –     | 29     | 1      |
| 2019/20                       | Valencia CF Mestalla | Spanje         | Segunda División B | 25         | 1          | –     | –     | 25     | 1      |
| 2020/21                       | ADO Den Haag         | Nederland      | Eredivisie         | 13         | 0          | 0     | 0     | 13     | 0      |
| 2021/22                       | FC Dordrecht         | Nederland      | Eerste divisie     | 37         | 1          | 0     | 0     | 37     | 1      |
| 2022/23                       | Almere City FC       | Nederland      | Eerste divisie     | 18         | 2          | 1     | 0     | 19     | 2      |
| Carrièretotaal                | Carrièretotaal       | Carrièretotaal | Carrièretotaal     | 122        | 5          | 1     | 0     | 123    | 5      |
| Bijgewerkt t/m 7 januari 2023 |                      |                |                    |            |            |       |       |        |        |